# Дельфіна Піньятьєло
Дельфіна Піньятьєло (ісп. Delfina Pignatiello, 19 квітня 2000) — аргентинська плавчиня.
Призерка юнацьких Олімпійських Ігор 2018 року.
Переможниця Панамериканських ігор 2019 року.